# فرانسيسكو أنطونيو بينتو
فرانسيسكو أنطونيو بينتو (بالإسبانية: Francisco Antonio Pinto)‏ (و. 1785 – 1858 م) هو سياسي، دبلوماسي من تشيلي ولد في سانتياغو.
تولى منصب قائمة رؤساء تشيلي (1827-05-05–1829-07-16) .